# Lola Kirke
Lola Clementine Kirke (Londra, 27 settembre 1990) è un'attrice statunitense.

## Biografia
Nata a Londra, si è trasferita all'età di 5 anni a New York. Il padre Simon Kirke è un membro delle band musicali Bad Company e Free, mentre la madre Lorraine è la proprietaria del celebre negozio Geminola, sito nel West Village e dal quale provengono molti degli abiti indossati dalle attrici di Sex and the City. Il padre ha origini scozzesi, mentre la nonna materna era d'origini israeliane. Ha due sorelle - Jemima e Domino, una attrice (conosciuta per il ruolo interpretato nella serie televisiva Girls) ed una cantante - ed è cugina della modella Alice Dellal. Laureatasi al Bard College nel 2012, Lola Kirke è diventata celebre per i ruoli di Greta in L'amore bugiardo - Gone Girl di David Fincher e di Hailey nella fortunata serie televisiva Mozart in the Jungle.

## Filmografia

### Cinema
- Another Happy Day, regia di Sam Levinson (2011)
- Reaching for the Moon (Flores Raras), regia di Bruno Barreto (2013)
- Free the Nipple, regia di Lina Esco (2014)
- Song One, regia di Kate Barker-Froyland (2014)
- L'amore bugiardo - Gone Girl (Gone Girl), regia di David Fincher (2014)
- Mistress America, regia di Noah Baumbach (2015)
- Fallen, regia di Scott Hicks (2016)
- Barry Seal - Una storia americana (American Made), regia di Doug Liman (2017)
- Untogether, regia di Emma Forrest (2018)
- Dreamland, regia di Miles Joris-Peyrafitte (2019)
- Lost Girls, regia di Liz Garbus (2020)
- I peccatori (Sinners), regia di Ryan Coogler (2025)

### Televisione
- Law & Order - Unità vittime speciali (Law & Order: Special Victims Unit) – serie TV, episodio 14x21 (2013)
- The Leftovers - Svaniti nel nulla (The Leftovers) – serie TV, episodio 1x01 (2014)
- Mozart in the Jungle – serie TV, 40 episodi (2014-2018)
- Winning Time - L'ascesa della dinastia dei Lakers (Winning Time: The Rise of the Lakers Dynasty) – serie TV, episodi 1x02-1x03 (2022)
- Three Women – serie TV, 4 episodi (2024)

## Musica

### Album
- Heart Head West (2018)
- Lady for Sale (2022)

## Riconoscimenti
- 2015 – Gotham Awards[3]
  - Candidatura come Miglior interprete emergente per Mistress America